# Maropitant
Maropitant es un fármaco sintético antagonista selectivo del receptor de neurokinina tipo 1 (NK1) no peptídico.

## Usos
El fármaco, en su forma de citrato, es empleado en veterinaria para la prevención del vómito en perros y gatos.
Se usa para:
1. Tratamiento y prevención de náuseas causadas por la quimioterapia.
2. Prevención de vómitos; la dosis en vómitos causados por mareo por movimiento es más alta.
3. Prevención de las náusea y vómito asociados con cirugías[2]